# Nyíregyháza Spartacus Football Club
Maillots
Le Nyíregyháza Spartacus Football Club est un club de football hongrois basé à Nyíregyháza. Le club, qui a été fondé en 1959, joue ses matches à domicile au Városi Stadion. 

## Palmarès
- Championnat de Hongrie de deuxième division (1)
  - Champion : 2007, 2024